# Trayecto nacional del bicentenario

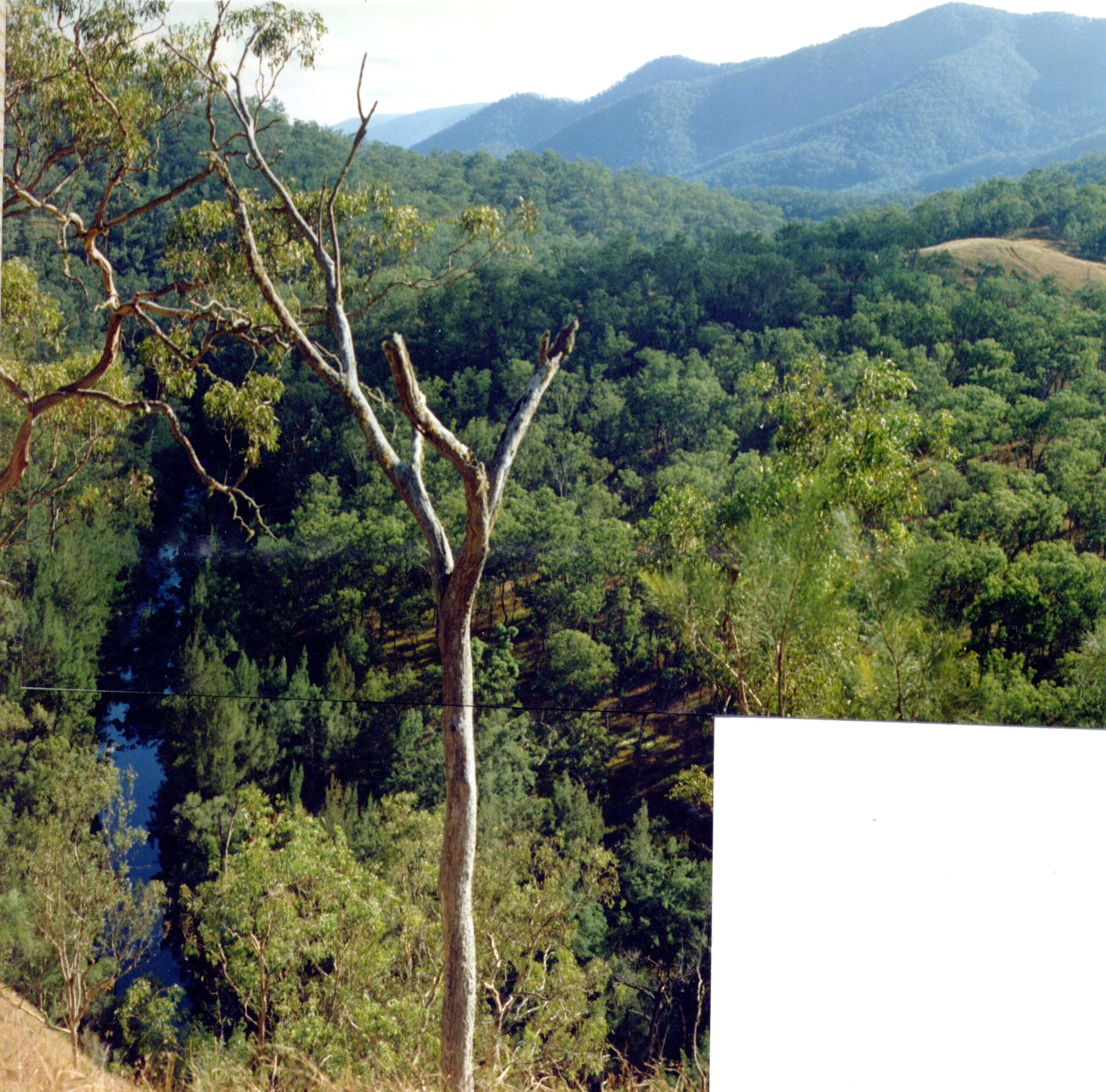
El remoto arroyo de Kunderang donde BNT sigue el arroyo del río Macleay en los ríos salvajes de Oxley NP.

La Ruta Nacional del Bicentenario anteriormente conocida como Ruta Nacional de los Caballos ( en inglés : Bicentennial National Trail (BNT), anteriormente conocido como National Horse Trail) es la senda multiuso más larga del mundo, cubriendo 5,330 kilómetros de distancia entre Cooktown en el estado de Queensland, a través de New South Wales hasta Healesville en el Estado de Victoria, 60 km al noreste de Melbourne. 
Esta senda se extiende a lo largo de la Gran Cordillera Divisoria a través de agrestes parques nacionales, propiedades privadas y áreas de yermos. El trayecto de la senda de BNT sigue los viejos caminos de los carromatos, las rutas de paso de los rebaños de ganado, las trochas, los ríos y los rastros despejados por el fuego. 
Originalmente fue pensada para los caballos, pero actualmente para completarla se promueve también como circuito de paso turístico para bicicletas y deportistas de senderismo. Sin embargo no se adapta todavía enteramente a estas dos últimas actividades.

## Historia
La senda fue iniciada y planificada por la "Australian Trail Horse Riders Association" (Ruta del Caballo de la Asociación Equestre de Australia). La asociación tardó varios años en planificar y negociar una ruta que unificara las sendas de abiertas por el ganado asilvestrado, las que seguían los caballos de carga, los caminos históricos de los carromatos y los caminos comerciales, que proporcionara una oportunidad de legalizarla como ruta de trayecto la que una vez utilizaron comerciantes y ganaderos que viajaron en estas áreas.
El desarrollo de esta imagen fue dejado en manos de un comité dirigido por R.M. Williams. R.M. Williams patrocinó a Dan Seymour para encontrar una ruta a lo largo de la Gran Cordillera Divisoria, y para promover el entusiasmo para la oferta. Dan se ofreció voluntariamente para montar la senda y para fijarla desde Ferntree Gully, en el Estado de Victoria en febrero de 1972 con dos caballos con silla de montar con albardas y ‘Bluey’ su perro pastor blue heeler. La asociación « Australian Trail Horse Riders Association »  proveyó a Dan de apoyo durante este largo viaje. Sus sorprendentes veintiún meses de viaje terminaron en Cooktown, Queensland en septiembre de 1973. El Viaje de Dan, que fue divulgado regularmente, creó un interés creciente en la formación de la ruta. 
El desarrollo de esta imagen fue dado a un comité llevado por R.M. Williams y coordinado y planeado por Brian Taylor  en cooperación con la « Australian Trail Horse Riders Association » club afiliados, granjeros, terratenientes y las agencias estatales. 

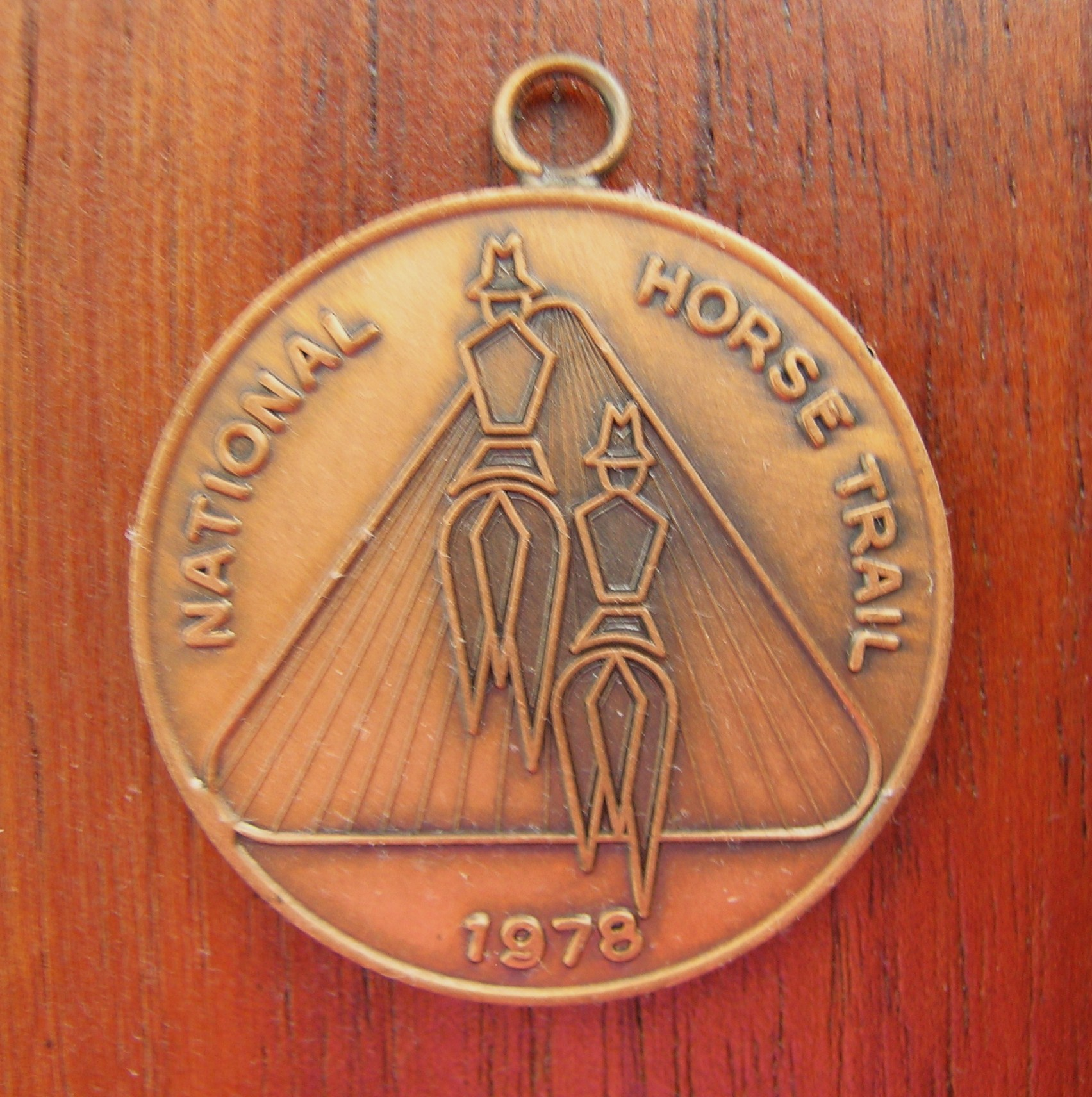
Medallón que representa a aquellos que llevaron el primer correo en la BNT

En 1978 desde Cooktown por un grupo de jinetes registrados, fue llevado a lo largo de la ruta el primer correo, conocida inicialmente como el « National Horse Trail ». Reconocieron estos jinetes con un medallón conmemorativo.
El comité de la ruta propuso que el concepto fuera apadrinado como un proyecto a celebrar en el Bicentenario de Australia en 1988. La sugerencia fue aceptada, y estuvo disponible la financiación de $300.000 para investigar, marcar una ruta y la impresión de las guías turísticas. En noviembre de 1988, esto había sido logrado y la Ruta Nacional del Bicentenario fue abierta. 
La oficina en Toowoomba actualmente ha cerrado y la "Bicentennial National Trail" se gestiona desde una oficina móvil, actualmente en Oberon (Nueva Gales del Sur). Desde la apertura de la ruta la gente ha viajado todo el o una parte de la ruta con camellos y burros así como con caballos y bicicletas de montaña.
"Bicentennial National Trail Riders"
Desde Cooktown hasta Healesville 5330 km &
Desde Healesville hasta Cooktown 5330 km
1989 
- Ken Roberts y Sharon Muir Watson (con caballos desde Cooktown a Healesville) El primer trayecto efectuado de norte a sur con caballos.

1991 
- Arlene  Christopherson, (con caballos desde Healesville a Cooktown) El primer trayecto efectuado de sur a norte con caballos
- Anthony Mair y Melissa Weeks, (con caballos hacia el norte desde Healsville a Cooktowwn)

1994 
- Gabrielle Schenk (con caballos hacia el sur de Cooktown a Healesville)

1995
- Darryl(Doc) Eckley y Robyn Surry Healesville a Cooktown

1997 
- Peter Spotswood (Cooktown a Healesville con caballos)

1999
- Geoff Daniel (Healesville a Cooktown con caballos)
- Ed y Maria Van Zelderen. ( de Cooktown a Healsevllle y vuelta a Cooktown con caballos 10000 km) Primer trayecto realizado con caballos en ambas direcciones.

2000
- Urs Marquardt y Karin Heitzmann, (Cooktown a Healesville con caballos)
- Dyane Sabourin y Geoft Grundy con sus hijas Angela y Serena Cooktown a Healesville con caballos)

2003
- Therese Hanna ( Healesville a Cooktown con caballos)